# Ferocactus cylindraceus
Ferocactus cylindraceus es una especie de la familia de las cactáceas. Es originaria de Norteamérica.

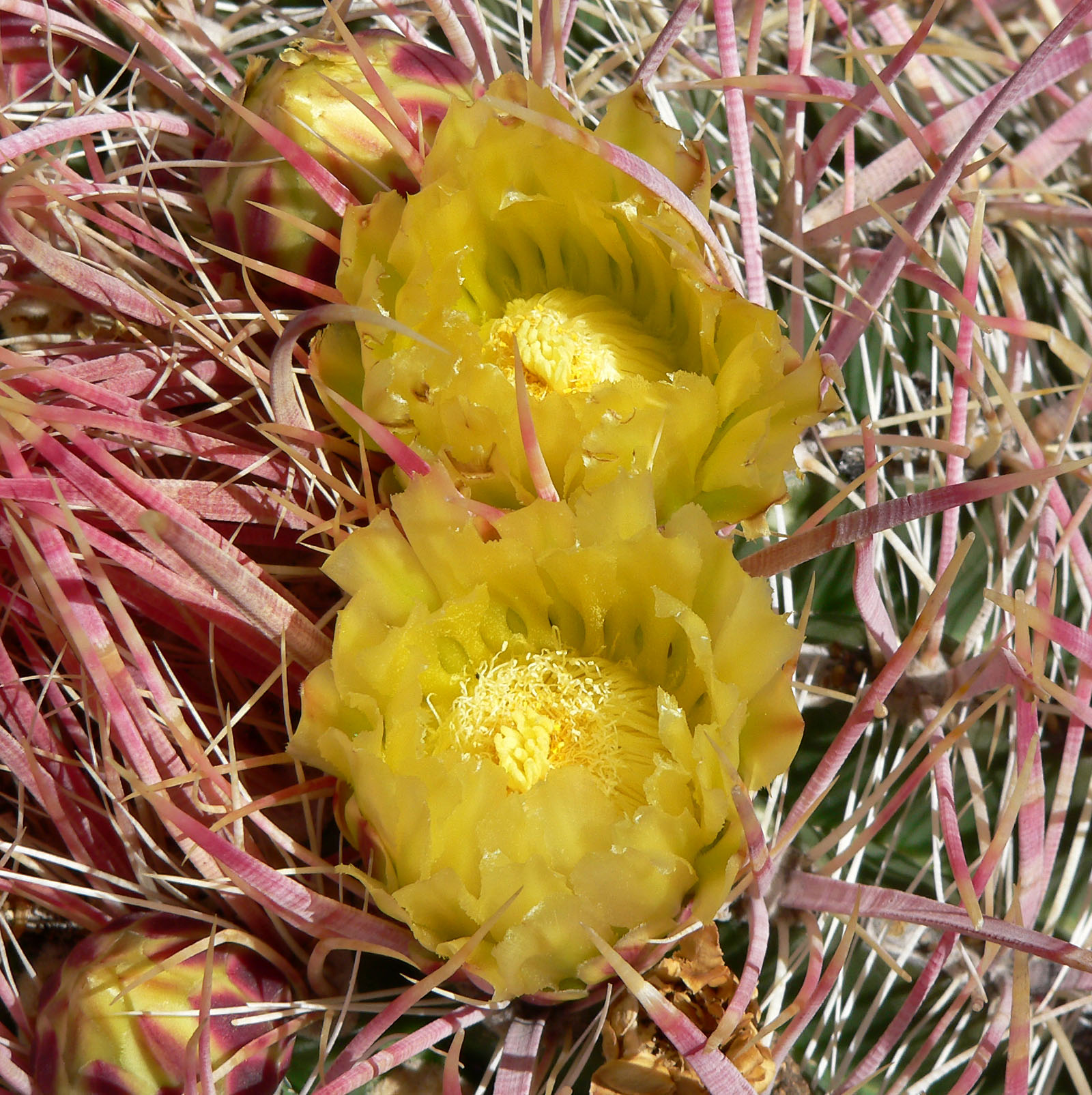
En flor.

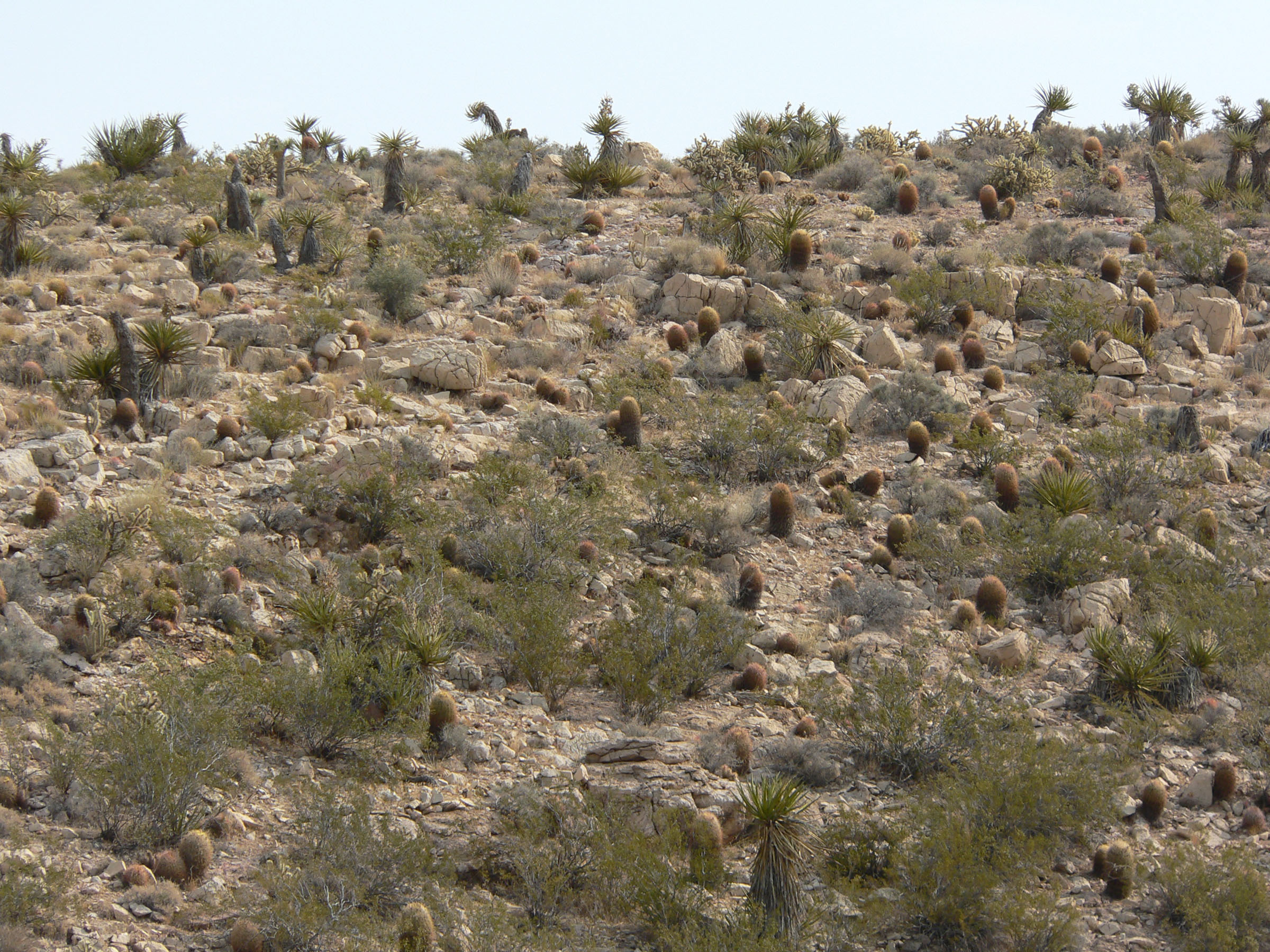
En su hábitat

## Descripción
Se trata de una planta globular, que crece solo en raras ocasiones por separado. Es esférica a cilíndrica y alcanza un diámetro de 50 centímetros y una altura de hasta 3 metros.  El tallo tiene entre 18 y 27 costillas bien marcadas con densos cúmulos de muchas espinas rectas. Cada areola tiene de cuatro a siete espinas centrales, de 5 a 15 centímetros de largo y de 15 a 25 espinas radiales como pelos fuertes. Las flores con forma de embudo, son tintadas de color amarillo y rojo a veces. Llegan a una longitud de 3 a 6 centímetros y tienen un diámetro de 4 a 6 centímetros. Los frutos tienen 3 centímetros de largo, son esféricos, de color amarillo y carnosos.

## Distribución
Ferocactus cylindraceus se encuentra en los Estados Unidos en los estados de California, Nevada, Utah y Arizona y en los estados de México de Baja California y Sonora.

## Taxonomía
Ferocactus alamosanus fue descrita por (Engelm.) Orcutt y publicado en Cactography 5, en el año 1926.
Etimología
Ferocactus: nombre genérico que deriva del adjetivo latíno "ferus" = "salvaje" , "indómito" y "cactus", para referirse a las fuertes espinas de algunas especies.
El epíteto específico cylindraceus significa, columnar o en forma de rodillo.
Subespecies
- Ferocactus cylindraceus subsp. cylindraceus (Engelm.) Orcutt, 1926.
- Ferocactus cylindraceus subsp. lecontei (Engelm.) N.P.Taylor
- Ferocactus cylindraceus subsp. tortulispinus (H.E.Gates) N.P.Taylor

Sinonimia
- Echinocactus rostii
- Ferocactus acanthodes var. rostii
- Echinocactus cylindraceus basónimo
- Echinocactus viridescens var. cylindraceus
- Thelocactus hertrichii
- Echinocactus viridescens
- Echinocactus acanthodes
- Ferocactus acanthodes
- Echinocactus lecontei
- Ferocactus leconti
- Ferocactus rostii
- Echinocactus hertrichii
- Ferocactus tortulispinus[4][5][6]